# Naturino-Sapore di Mare
El Naturino-Sapore di Mare (código UCI: NSM) fue un equipo ciclista suizo-italiano profesional. La formación desapareció en 2007 tras una progresivo descenso de buenos resultados, ya con el nombre de Aurum Hotels.

## Historia del equipo
El equipo se creó en 2005 con varios de los descartes del Domina Vacance ya que este se fusionó con el De Nardi de cara a obtener una licencia UCI ProTeam y le sobraron varios corredores y directores. Así este nuevo equipo se hizo con los ex-Domina Valerio Agnoli, Alexandre Bazhenov, Mariano De Fino, Gian-Matteo Fagnini, Francesco Failli, Murilo Fischer, Alessio Galleti, Massimiliano Gentili, Massimo Ianneti, Sergio Marinangeli, Massimiliano Mori, Andris Nauduzs y Filippo Simeoni (15 de los 27 ciclistas de ese equipo) y Vincenzino Santoni, Giuseppe Petito, Antonio Salutini y Fabio Becherini (4 de los 5 directores deportivos de ese equipo). Además, destacó el fichaje mediático del veterano Francesco Casagrande de cara a obtener invitaciones en carreras de importancia.

### 2005
Esa primera temporada corrieron con licencia suiza encuadradó en la categoría Profesional Continental (2.ª) y fue la más exitosa del equipo obteniendo 16 victorias, 8 de ellas por Murilo Fischer que ganó el recién estrenado UCI Europe Tour. También destacó al inicio de la temporada Andris Nauduzs con 2 victorias en el Circuito de Lorena, más otros puestos de honor.

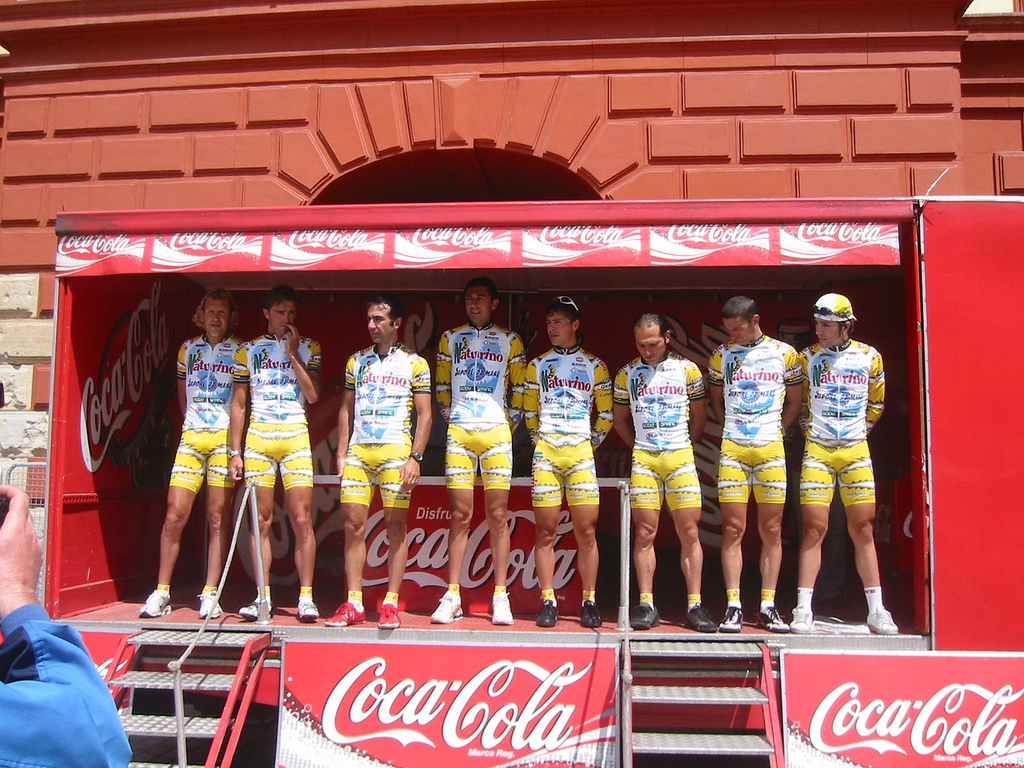
El Naturino-Sapore di Mare en la Bicicleta Vasca 2005 donde consiguieron una victoria a cargo de Massimiliano Gentili.

Fischer ganó dicha competición en el último mes de carreras puntuables tras vencer al sprint 4 prestigiosas clásicas italianas: G. P. Industria y Comercio de Prato, Memorial Cimurri, G. P. Bruno Beghelli y Giro del Piemonte. Y acumular varios cuartos puestos otras pruebas de similares característas e igualmente puntuables para el UCI Europe Tour: Gran Premio Ciudad de Misano Adriático y Coppa Sabatini. Consiguiendo en menos de un mes 420 puntos de los 748 que finalmente obtuvo. Además fue 5.º en Campeonato del Mundo en Ruta.

### 2006
La segunda temporada del equipo fue mucho más discreta con solo dos victorias a cargo de Eddy Ratti en una etapa de la Settimana Lombarda y de Sergio Marinangeli en el G. P. Bruno Beghelli. Su estrella Murilo Fischer no pudo destacar y solo obtuvo tres terceros puestos en dos etapas de la Settimana Coppi e Bartali y una etapa de la Vuelta a Baviera.
A ello sumado la no continuidad de sus patrocinadores principales provocaron el descenso de categoría a la Continental (última categoría del profesionalismo).

### 2007: Aurum Hotels nuevo patrocinador
De cara a 2007 entró Aurum Hotels como patrocinador principal manteniendo el bloque de la temporada anterior, aunque ya sin Fisher que marchó al Liquigas, y solo con la incorporación del neoprofesional Marco Fabbri. Debido al bajo presupuesto solo participaron en pruebas europeas, principalmente en Italia, y al igual que su anterior temporada obtuvieron una discreta temporada con solo dos victorias de Luca Ascani en el Giro de los Abruzzos.
Debido a problemas económicos el equipo fue suspendido el 12 de julio por la Federación Italiana de Ciclismo desapareciendo como equipo de todas las clasificaciones.

## Corredor mejor clasificado en las Grandes Vueltas
| Año  | Giro de Italia            | Tour de Francia        | Vuelta a España                     |
| ---- | ------------------------- | ---------------------- | ----------------------------------- |
| 1996 | -                         | -                      | 74.º Paolo Valoti                   |
| 1997 | 23.º Massimiliano Gentili | -                      | 29.º Massimiliano Gentili           |
| 1998 | 10.º Serhi Honchar        | -                      | 19.º Gilberto Simoni                |
| 1999 | 10.º Roberto Sgambelluri  | 81.º Gianpaolo Mondini | -                                   |
| 2000 | 23.º Andrea Tonti         | -                      | 9.º Massimiliano Gentili            |
| 2001 | 22.º Massimiliano Gentili | -                      | 23.º Roberto Conti                  |
| 2002 | 18.º Michele Scarponi     | -                      | 42.º Miguel Ángel Martín Perdiguero |
| 2003 | 16.º Michele Scarponi     | -                      | 11.º Santos González                |
| 2004 | 88. Alessio Galletti      | 32.º Michele Scarponi  | -                                   |
| 2005 | -                         | -                      | -                                   |
| 2006 | -                         | -                      | -                                   |
| 2007 | -                         | -                      | -                                   |

## Material ciclista
El equipo utilizó durante sus dos primeros años bicicletas SAB y durante su última temporada Cervélo.

## Sede
El equipo tuvo su sede en 2005 en Lugano (Suiza): Via alla Campagna, 2a CH-6904; y en Porto Sant'Elpidio (Italia): Blue Sea Service SRL (Via Milano 145, 63018).

## Clasificaciones UCI
A partir de 2005 la UCI instauró los Circuitos Continentales UCI, donde el equipo estuvo desde que se creó dicha categoría ya que este se creó en dicho año, registrado dentro del UCI Europe Tour. Estando en las clasificaciones del UCI Europe Tour Ranking, UCI America Tour Ranking y UCI Asia Tour Ranking. Las clasificaciones del equipo y de su ciclista más destacado fueron las siguientes:
| Temporada               | Clasificación por equipos | Mejor corredor en la clasificación individual | Posición |
| 2005 (America Tour)     | 7.º                       | Murilo Fischer                                | 13.º     |
| 2005 (Asia Tour)        | 9.º                       | Valerio Agnoli                                | 26.º     |
| 2005 (Europe Tour)      | 5.º                       | Murilo Fischer                                | 1.º      |
| 2005-2006 (Asia Tour)   | 20.º                      | Stefan Cohnen                                 | 82.º     |
| 2005-2006 (Europe Tour) | 20.º                      | Sergio Marinangeli                            | 36.º     |

## Palmarés
Para años anteriores, véase Palmarés del Naturino-Sapore di Mare

### Palmarés 2007

#### Circuitos Continentales UCI
| Fechas      | Circuito                  | Carreras                           | Ganador     |
| 19 de abril | UCI Europe Tour 2006-2007 | 1.ª etapa del Giro de los Abruzzos | Luca Ascani |
| 22 de abril | UCI Europe Tour 2006-2007 | Giro de los Abruzzos               | Luca Ascani |

## Plantilla
Para años anteriores, véase Plantillas del Naturino-Sapore di Mare

### Plantilla 2007
| Nombre               | Nacimiento | Nacionalidad | Equipo 2006             |
| Valerio Agnoli       | 06/01/1985 | Italia       | Naturino-Sapore di Mare |
| Luca Ascani          | 29/06/1983 | Italia       | Naturino-Sapore di Mare |
| Stefan Cohnen        | 04/12/1982 | Países Bajos | Naturino-Sapore di Mare |
| Gabriele Colombo     | 11/05/1972 | Italia       | Naturino-Sapore di Mare |
| Paul Crake           | 29/07/1974 | Italia       | Naturino-Sapore di Mare |
| Marco Fabbri         | 24/11/1986 | Italia       | Neoprofesional          |
| Massimiliano Gentili | 16/09/1971 | Italia       | Naturino-Sapore di Mare |
| Leonardo Giordani    | 27/05/1977 | Italia       | Naturino-Sapore di Mare |
| Sergio Marinangeli   | 02/06/1980 | Italia       | Naturino-Sapore di Mare |
| Luca Pierfelici      | 03/09/1983 | Italia       | Naturino-Sapore di Mare |
| Antonio Quadranti    | 26/08/1980 | Italia       | Naturino-Sapore di Mare |
| Eddy Ratti           | 04/04/1977 | Italia       | Naturino-Sapore di Mare |
| Emanuele Rizza       | 08/02/1984 | Italia       | Naturino-Sapore di Mare |
| Luigi Sestili        | 09/07/1983 | Italia       | Naturino-Sapore di Mare |
| Filippo Simeoni      | 17/08/1971 | Italia       | Naturino-Sapore di Mare |
| Rino Zampilli        | 07/031984  | Italia       | Naturino-Sapore di Mare |